# 浩波湖
浩波湖是一个位于中国西藏自治区班戈县的湖泊，面积约为45平方千米。